# 刪海經
《刪海經》由導演洪淳修所執導的一部紀錄片，歷時五年完成，拍攝地為金門縣後豐港。片名發想自記載怪物故事的中國古籍《山海經》，取其諧音為「刪」海經，來隱喻海中一種名為鱟的古生物，因水頭商港的填海造陸工程，導致海洋整個被填平，最後使鱟與漁人失去海洋的故事。該片觸及的不只是生態環境議題，更以政治經濟的角度來看待鱟，思考台海兩岸之間在政治上的矛盾關係，是拍攝鱟相關紀錄片中少見的影片觀點。影片發表後獲多項國內外獎項肯定。

## 影片簡介
在金門，有一群人，他們的祖先因戰爭落腳於此，三百年來烽火連天的歲月，他們仰賴家門前的海維持了生計；在金門，海裡有一種活化石，當大部分棲地在人為開發下消失殆盡，牠們卻在充滿軍事陷阱的沙灘上生生不息。和平來了，他們和牠們的生存危機才正要開始…。

## 獲獎紀錄
- 金穗獎/最佳紀錄片
- 台北電影節/最佳剪輯獎
- 台灣國際紀錄片影展/新世代觀點獎
- 南方影展/當代觀點獎
- 社會公義獎
- 日本國際環境映畫祭/綠色印象賞
- 法國世界漁人影展/評審團獎
- 法國格魯瓦國際島嶼電影節/一見傾心獎
- 印度蒂納生態影展國際競賽類/銀獎
- 法國國際環境影展/觀摩片
- 美國舊金山國際海洋影展/競賽片
- 巴西Ecofalante國際環境影展/競賽片
- 葡萄牙國際環境影展/競賽片

## 外部連結
- 刪海經的Facebook專頁